# グリュックスガス・シュタディオン
ルードルフ＝ハルビヒ＝シュターディオン（Rudolf-Harbig-Stadion）は、ドイツザクセン州ドレスデンにあるサッカースタジアム。3.リーガ・SGディナモ・ドレスデンのホームスタジアムである。地元出身の陸上中距離選手、ルドルフ・ハルビッヒに因んでいる。

## 概要
1923年6月に「ドレスデナー＝カンプフバーン」として完成、1937年に「イルゲン＝カンプフバーン」に改称した。1945年2月のドレスデン爆撃で破壊されたが、1951年9月に「ルードルフ＝ハルビヒ＝シュターディオン」の名で陸上スタジアムとして再建した。1971年に東ドイツ政府当局により「ディナモ＝シュターディオン」と改名させられたが、1990年のドイツ再統一により「ルードルフ＝ハルビヒ＝シュターディオン」の名称が復活した。2010年12月にバイエルンのエネルギー会社グリュックスガスが命名権を取得し「グリュックスガス＝シュターディオン」に改称した。当初は2015年までの契約だったが2014年夏に契約を打ち切り、「シュターディオン・ドレスデン」となった。2016年2月25日にDDVメディアグループが2020年6月30日までの契約での命名権を取得、スタジアム名を「DDV-シュターディオン」としたが、こちらも早期に契約を打ち切った。2018年8月、コンズム・ドレスデンとドレーヴァク - シュタットヴェルケ・ドレスデンが共同し2021年までの契約で命名権を取得、スタジアム名を「ディナモ＝シュターディオン」か「ルードルフ＝ハルビヒ＝シュターディオン」とする案がファンに対して提案され、投票により「ルードルフ＝ハルビヒ＝シュターディオン」と決定した。
国際サッカー連盟（FIFA）およびドイツサッカー連盟（DFB）のスタジアム基準に適合させるため、2007年より改築が行われ、2009年に球技専用スタジアムとしてリニューアルした。
2010 FIFA U-20女子ワールドカップ、2011 FIFA女子ワールドカップでは試合会場となった。ワールドカップ期間中は会場周辺でのFIFA公式スポンサー以外の企業名・商標の露出は禁じられるため、旧称の「ルードルフ＝ハルビヒ＝シュターディオン」と呼称された。

## ギャラリー

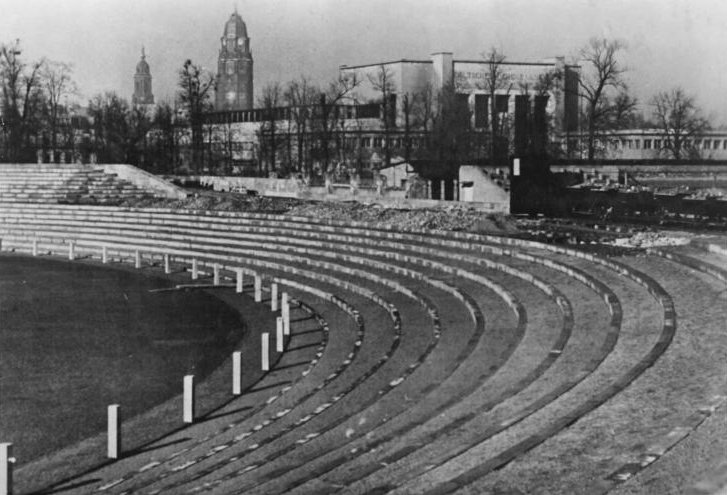
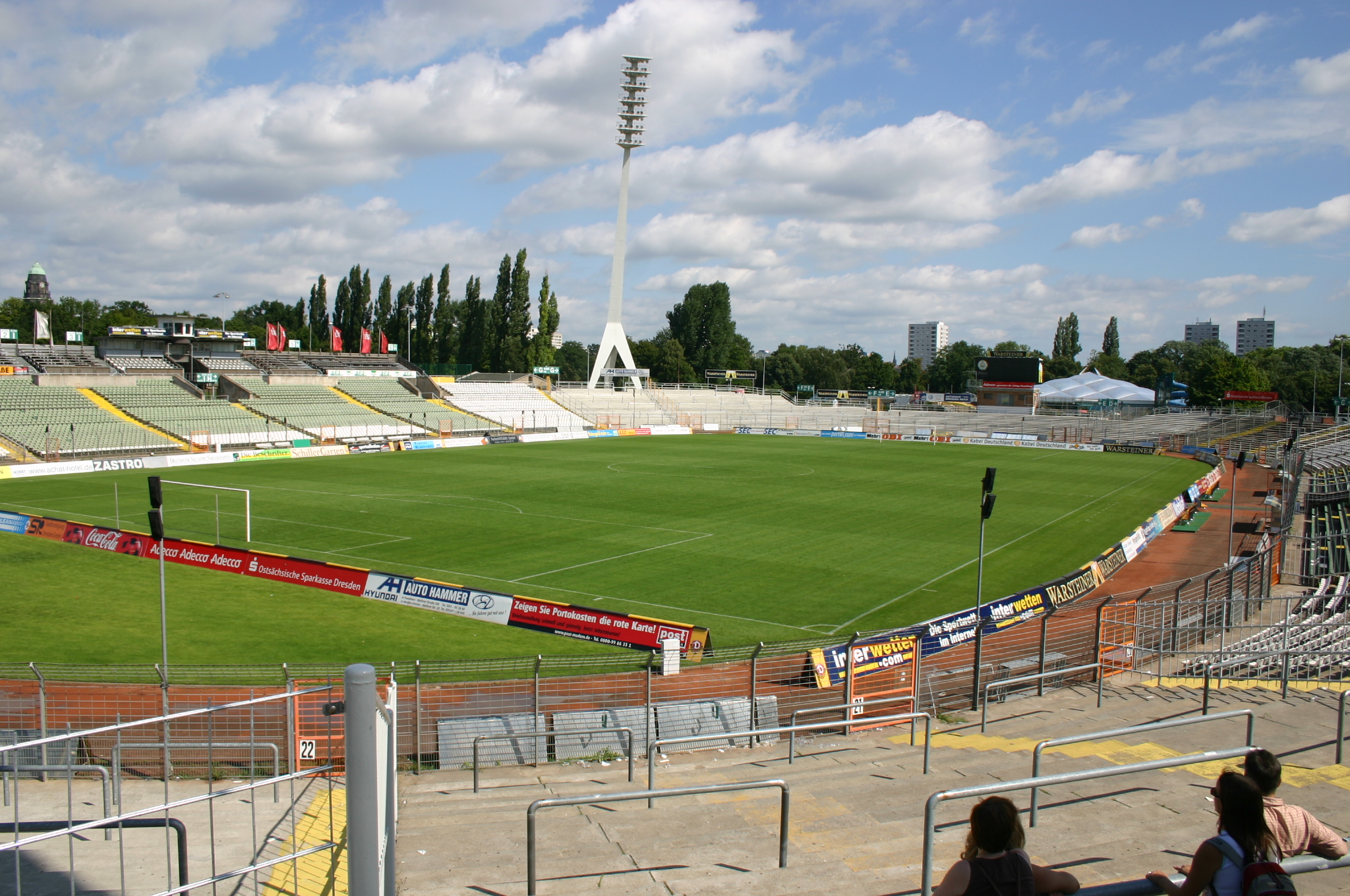
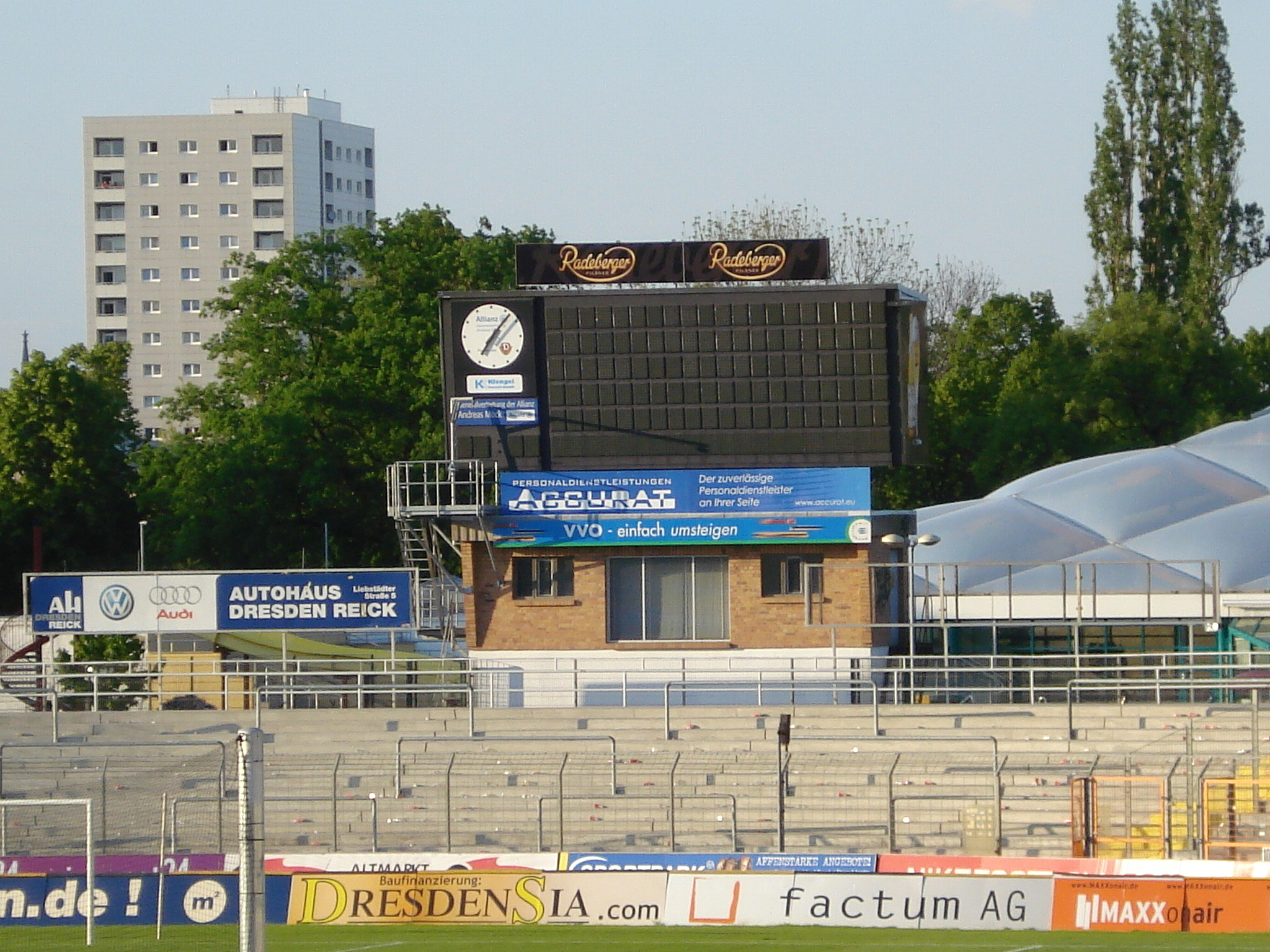
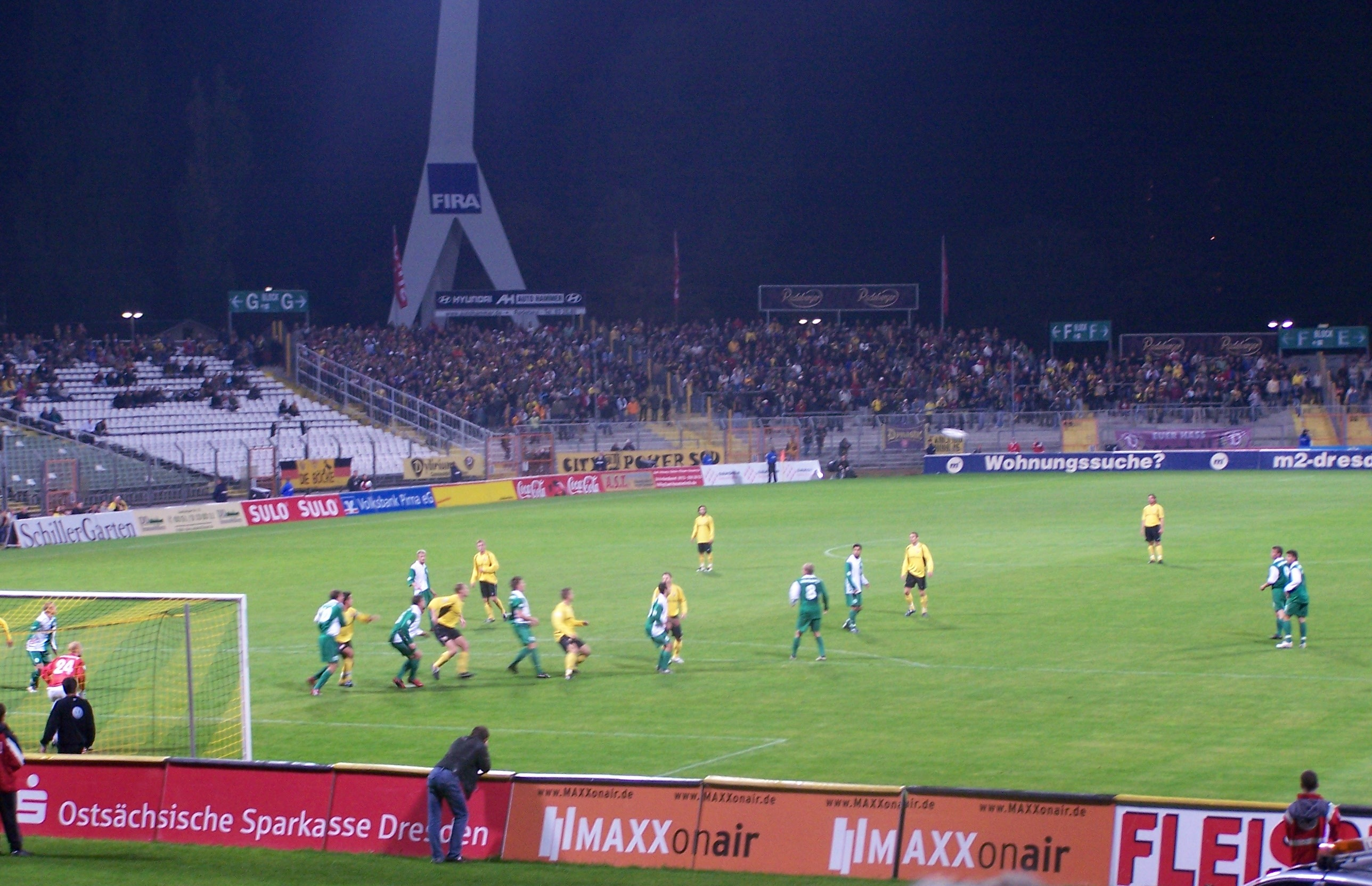
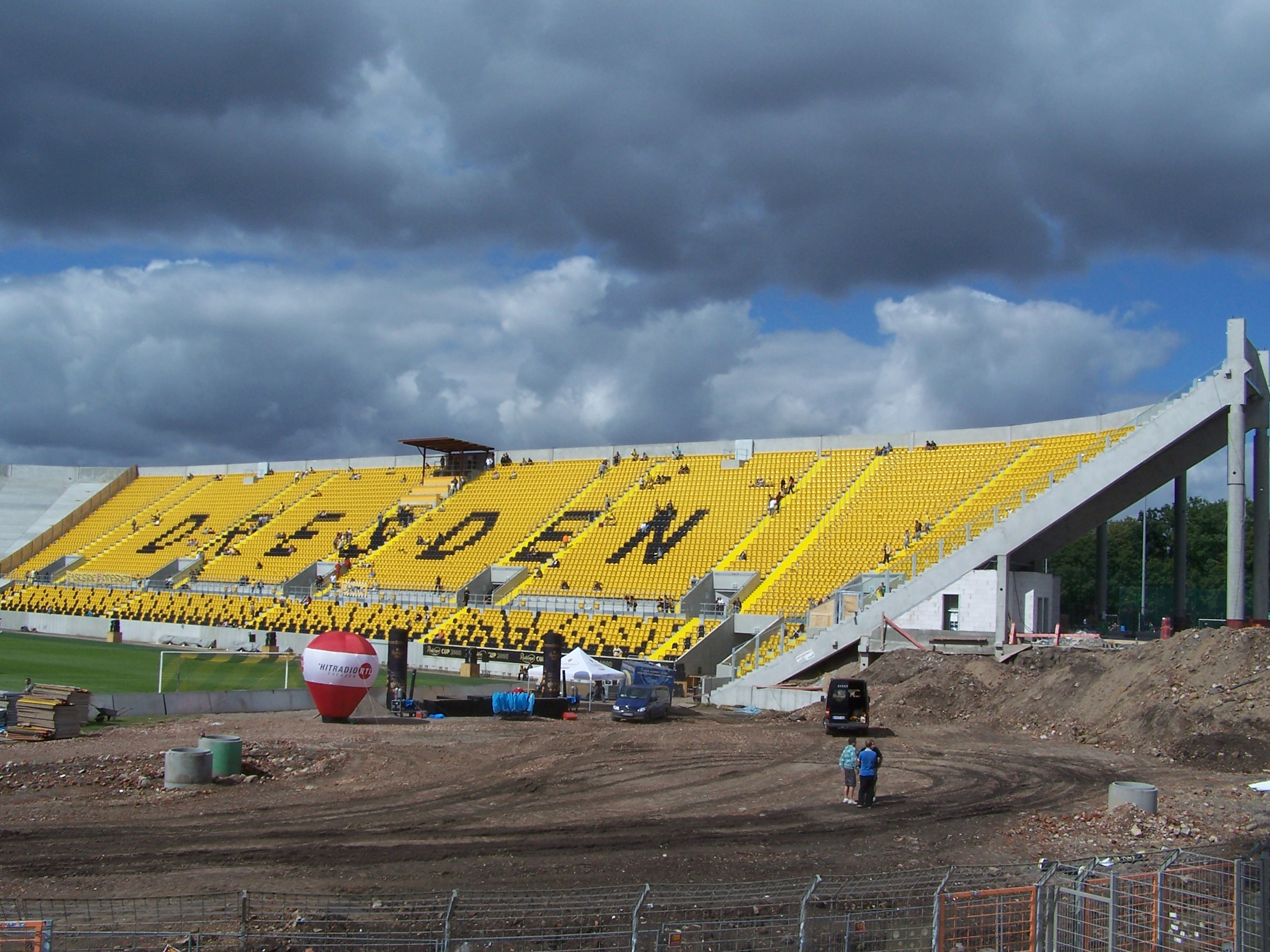
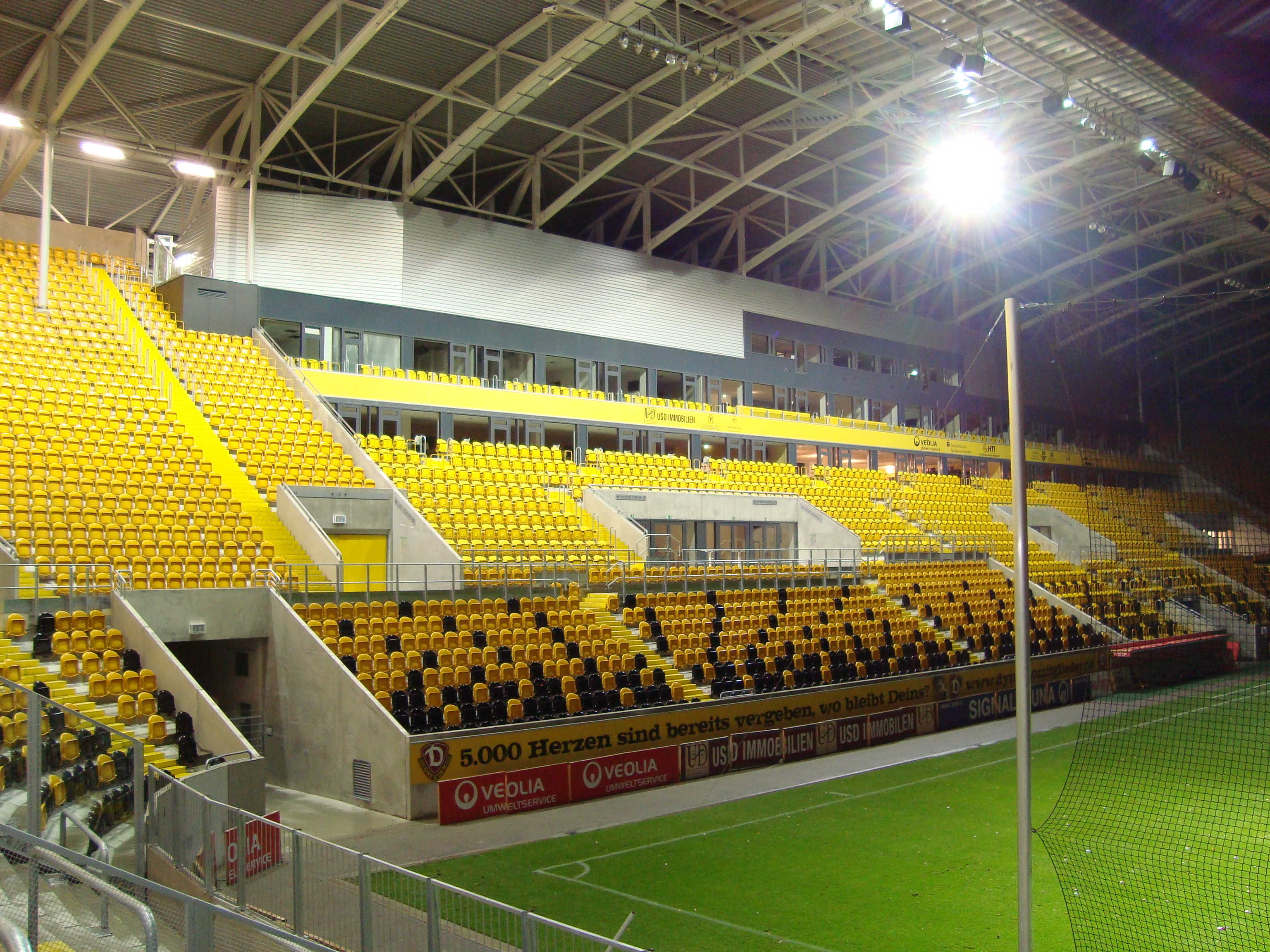